# San Adrián de Besós

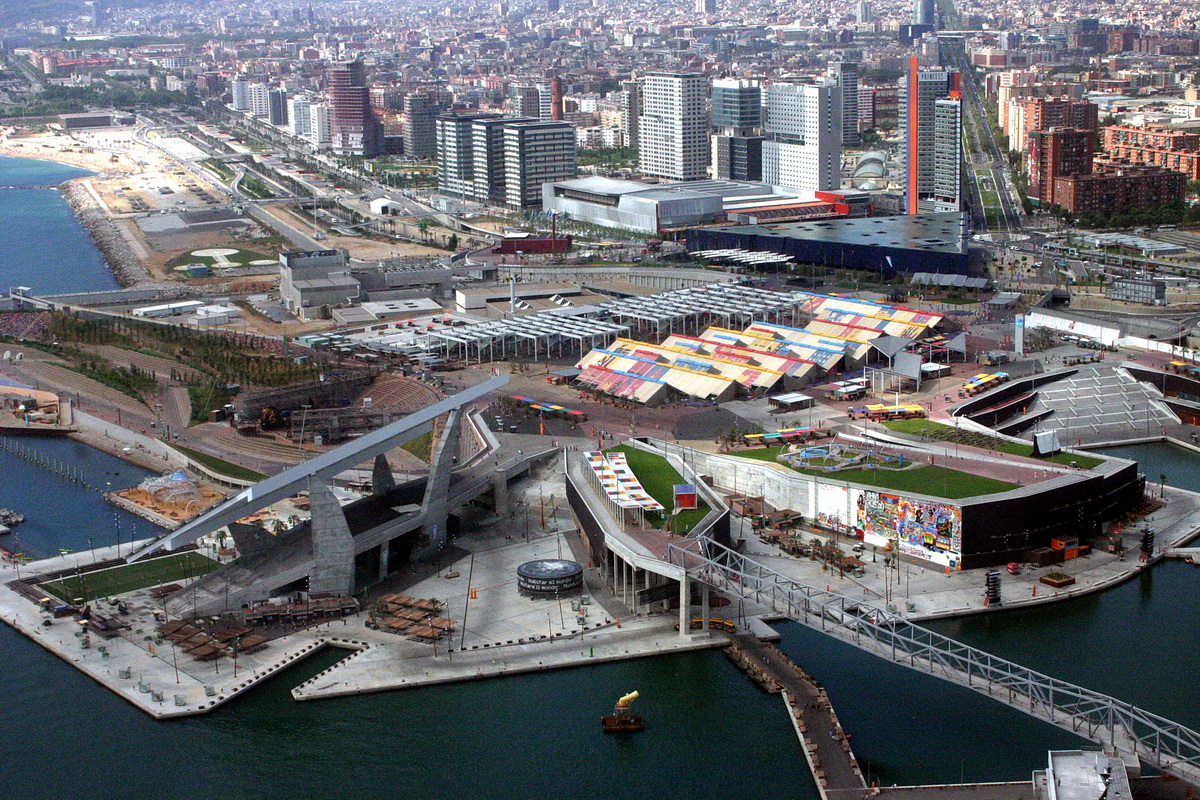
Puerto deportivo del Fórum

San Adrián de Besós (oficialmente en catalán: Sant Adrià de Besòs) es una ciudad del área urbana de Barcelona, en la comarca del Barcelonés, España, situada en la desembocadura del río Besós, entre Barcelona, Badalona y Santa Coloma de Gramanet.

## Geografía
Integrado en la comarca de Barcelonés, se sitúa a 8 kilómetros del centro de Barcelona. El término municipal está atravesado por la autovía C-31, prolongación de la Gran Vía de las Cortes Catalanas hacia Badalona, por la autovía B-10 (Ronda Litoral) y por la antigua carretera N-II, totalmente urbanizada, entre los pK 623 y 624. 
El relieve del municipio es prácticamente llano al encontrarse en la desembocadura del río Besós, por lo que la altitud oscila entre los 15 metros y el nivel del mar. 
| Noroeste: Barcelona | Norte: Santa Coloma de Gramanet y Badalona | Noreste: Badalona                     |
| Oeste: Barcelona    |                                            | Este: Mar Mediterráneo                |
| Suroeste: Barcelona | Sur: Barcelona                             | Sureste: Barcelona y Mar Mediterráneo |

### Comunicaciones
San Adrián de Besós cuenta con una extensa red de transporte que comunica con otros núcleos urbanos:
- Rodalies de Catalunya:  Estación de San Adrián de Besós
- Tranvía:  y
- Metro:  Verneda, Artigas - San Adrián situada en Badalona
- Autobuses

- - TMB: H10 H14 V33 60
  - TUSGSAL: B7(estación Renfe S. ADRIÁN hasta estación Renfe Badalona) B14 B20 B21 B23 B25 M26(anteriormente B26) M30(anteriormente B30) B31
  - Nitbus (nocturno): N2 N6 N9 N11
  - Casas-Sarbús C10 (Barcelona-Mataró-Vilassar-Argentona):
  - Casas-Sarbús (Barcelona-Mataró-Vilassar-Argentona):TPC NIT (Nocturno)

### Carreteras
El municipio tiene acceso a las siguientes:
- C-31 eje costero (anteriormente llamado A19).
- E-15 E-90 N-II
- B10, B20 (Rondas)

## Historia
El origen de la población se remonta a 1012, cuya formación se realizó alrededor de su iglesia parroquial en la orilla izquierda del río Besós. Inicialmente, su carácter era fundamentalmente agrícola, teniendo importantes lazos comerciales con la ciudad de Barcelona.
Debido a su proximidad al río Besós sufría las llamadas "besosadas" (aumentos repentinos del caudal), provocando perniciosas inundaciones. 
Fue destruida por las tropas almorávides en la razia de 1114, y posteriormente en 1697 por las tropas francesas, dado su carácter de zona de paso en el ataque de éstas a la ciudad de Barcelona.
En la revolución industrial se empezaron a implantar las industrias y pasó a ser mayoritariamente industrial, aumentando así su número de habitantes. Al principio del siglo XX obtuvo un nuevo empuje gracias a la construcción de sus dos centrales térmicas: la de Energía Eléctrica de Cataluña (posteriormente Fecsa), en la orilla derecha de la desembocadura del Besós, y la de Compañía de Fluido Eléctrico (popularmente conocida como La Catalana), en la orilla izquierda.
En 1929 fue agregado a Barcelona y Badalona con el eje del río Besós como linde, y desapareció de la administración y de los mapas como municipio independiente, aunque siguió curiosamente su actividad de facto hasta 1955 en que las autoridades franquistas, contrariamente a la política aplicada en Madrid, reactivaron de jure el municipio.
En 1938, durante la guerra civil española, fue bombardeada por su condición estratégica, de interés militar, por sus centrales térmicas y fábricas. En 2007, se rehabilitaron a modo de museo refugios antiaéreos de esa época. Uno está situado en la Placeta Macià, el cual se puede visitar cada final de mes.
Actualmente, cuenta con importantes empresas en el sector de servicios e industrias; y tres centrales térmicas —situadas a cada lado del río—. De las centrales térmicas, la más famosa es la Central térmica de San Adrián, que posee tres chimeneas de 200 m. Hoy en desuso, producían estas un notable nivel de contaminación; las otras dos son la central de ciclo combinado del Besós y la central térmica Besós V, en proceso de sustitución de la primera. 
Por iniciativa ciudadana se creó la Plataforma per la Conservació de les Xemeneies, cuya finalidad era que las chimeneas dejasen de funcionar con objetivos industriales y pasasen a tener únicamente una utilidad social, fomentando así la memoria histórica de la ciudad. De esta forma, se promovió el debate al respecto, y se culminó con una consulta popular organizada por el ayuntamiento, con posterior victoria de los votos a favor de la conservación. En la actualidad, se impulsa un proyecto con el objetivo que las chimeneas acojan un museo de interpretación de la energía, aun existiendo propuestas de lo más diverso. 
Se han llevado a cabo diversos proyectos con la intención de mejorar la calidad del agua del río, como es el caso de la rehabilitación de las orillas del río Besós; también se han realizado cambios importantes gracias a la celebración del Fórum 2004 retornando ejemplos como el uso del tranvía. El Fórum como acontecimiento, sirvió como excusa para embellecer la zona costera cercana al barrio de La Mina y crear un puerto deportivo moderno, renovando las instalaciones de las depuradoras de la zona. También se encuentran en fase de renovación algunos barrios, así como la creación de nuevas zonas de viviendas.
En 2012 se celebró el milenario de la ciudad.
En noviembre se celebró un concierto con la participación de la orquesta del Liceo. También ofreció un concierto en la parroquia, la escolania de Montserrat.

## Demografía
San Adrián de Besós cuenta con una población de 38 490 habitantes (INE 2024).
| Gráfica de evolución demográfica de San Adrián de Besós entre 1842 y 2021 |
| |
| Población de derecho según los censos de población del INE. Población de hecho según los censos de población del INE.En estos censos se denominaba San Adrián de Besós: 1842, 1857, 1860, 1877, 1887, 1897, 1900, 1910, 1920, 1930, 1940, 1950, 1960, 1970 y 1981. |

## Cultura
- Museo de Historia de la Inmigración de Cataluña (MhiC): Exposiciones sobre la inmigración recibida en Cataluña. Posee una exposición permanente en la cual se incluye un vagón del tren denominado 'Sevillano'.

## Administración y política

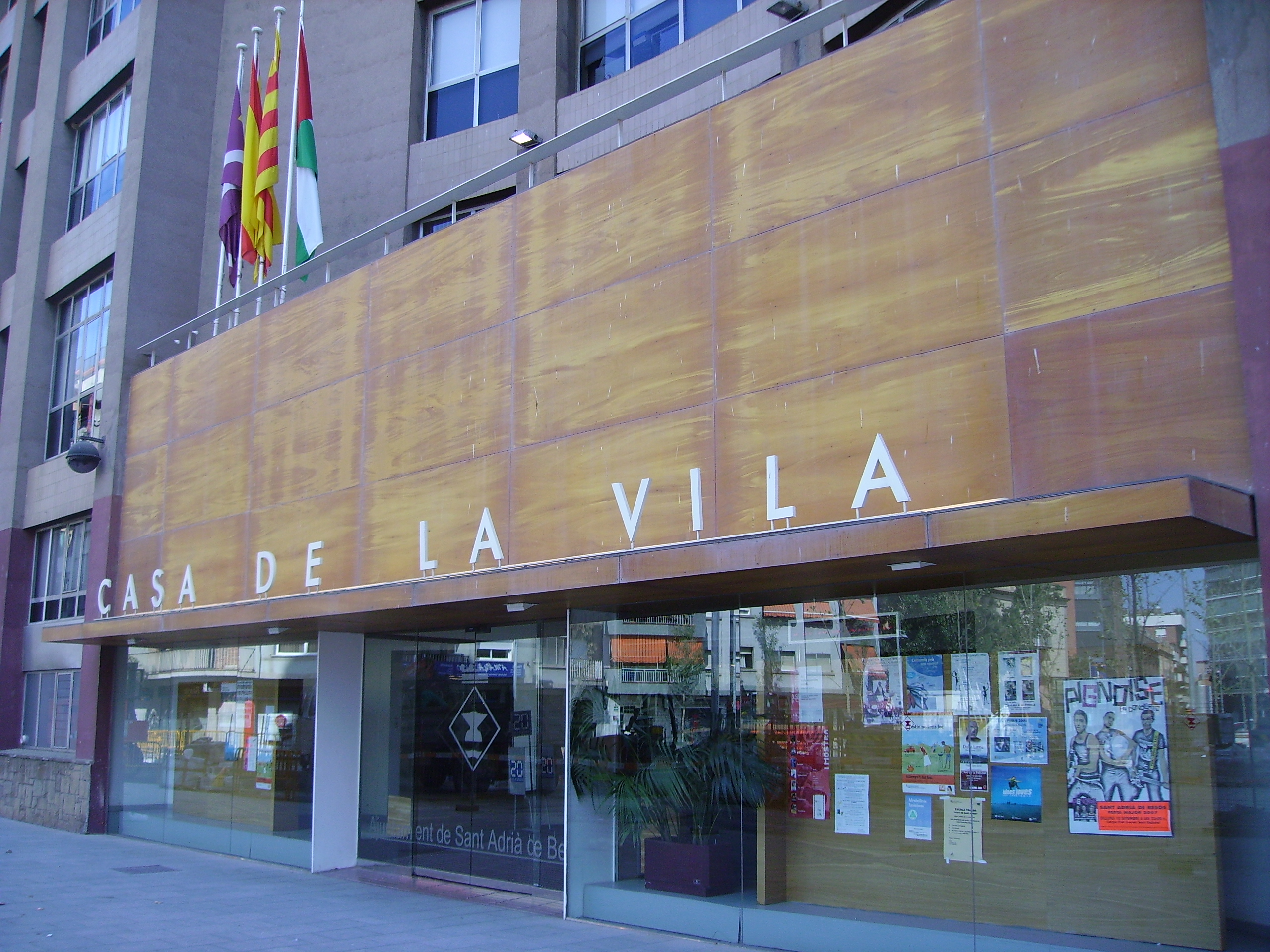
Ayuntamiento de San Adrián

| Periodo   | Nombre                      | Partido | Partido                                    |
| --------- | --------------------------- | ------- | ------------------------------------------ |
| 1979–1982 | Josep Vilanova i Vila       |         | Partit dels Socialistes de Catalunya (PSC) |
| 1982–1992 | Antoni Meseguer i Mateo     |         | Partit dels Socialistes de Catalunya (PSC) |
| 1992–1995 | Jaume Vallès i Muntadas     |         | Convergència i Unió (CiU)                  |
| 1995–1996 | Antoni Meseguer i Mateo     |         | Partit dels Socialistes de Catalunya (PSC) |
| 1996–2013 | Jesús Maria Canga i Castaño |         | Partit dels Socialistes de Catalunya (PSC) |
| 2013–2021 | Joan Callau i Bartolí       |         | Partit dels Socialistes de Catalunya (PSC) |
| 2021-act. | Filo Cañete Carrillo        |         | Partit dels Socialistes de Catalunya (PSC) |

| Partido político                                         | 2023  | 2023  | 2023       | 2019  | 2019  | 2019       | 2015  | 2015  | 2015       | 2011  | 2011  | 2011       | 2007  | 2007  | 2007       |
| Partido político                                         | %     | Votos | Concejales | %     | Votos | Concejales | %     | Votos | Concejales | %     | Votos | Concejales | %     | Votos | Concejales |
| Partit dels Socialistes de Catalunya (PSC)               | 43,31 | 4953  | 11         | 31,44 | 4199  | 8          | 27,64 | 3481  | 6          | 45,46 | 5056  | 11         | 61,68 | 6637  | 15         |
| Esquerra Republicana de Catalunya (ERC)                  | 14,72 | 1684  | 3          | 18,70 | 2498  | 5          | 8,69  | 1094  | 2          | 4,02  | 447   | 0          | 4,75  | 511   | 0          |
| Partit Popular de Catalunya (PP)                         | 13,26 | 1517  | 3          | 4,50  | 602   | 0          | 8,04  | 1013  | 2          | 16,32 | 1815  | 4          | 13,19 | 1419  | 3          |
| Vox                                                      | 10,17 | 1164  | 2          | 2,56  | 343   | 0          | —     | —     | —          | —     | —     | —          | —     | —     | —          |
| En Comú Podem (ECP)-Iniciativa per Catalunya Verds (ICV) | 7,94  | 908   | 2          | 6,77  | 904   | 1          | 10,43 | 1313  | 2          | 12,64 | 1406  | 3          | 9,11  | 980   | 2          |
| Junts per Catalunya (JxC)-Convergència i Unió (CiU)      | 3,14  | 360   | 0          | 3,88  | 519   | 0          | 5,69  | 717   | 1          | 9,43  | 1049  | 2          | 6,57  | 707   | 1          |
| Ciutadans (CS)                                           | 2,01  | 230   | 0          | 15,95 | 2131  | 4          | 13,19 | 1661  | 3          | 2,08  | 231   | 0          | 3,00  | 323   | 0          |
| Sant Adrià en Comú (SAEC)                                | —     | —     | —          | 9,42  | 1258  | 2          | —     | —     | —          | —     | —     | —          | —     | —     | —          |
| Moviment d'Esquerres                                     | —     | —     | —          | 5,72  | 764   | 1          | 8,85  | 1114  | 2          | —     | —     | —          | —     | —     | —          |
| Candidatura d'Unitat Popular (CUP)                       | —     | —     | —          | —     | —     | —          | 12,95 | 1631  | 3          | —     | —     | —          | —     | —     | —          |
| Plataforma per Catalunya (PxC)                           | —     | —     | —          | —     | —     | —          | 3,14  | 396   | 0          | 5,30  | 589   | 1          | —     | —     | —          |